# Copernicus-programma

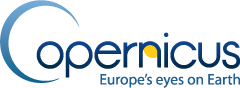
Copernicus-logo

Het Copernicus-programma, of vroeger GMES (Global Monitoring for Environment and Security) genoemd, is een initiatief dat een kader schept voor Europese activiteiten in het gebied van aardobservatie. Het is een gezamenlijk initiatief van de Europese Commissie en de Europese Ruimtevaartorganisatie, in samenwerking met de lidstaten, de Europese organisatie voor weersatellieten, het Europees Centrum voor Weersverwachtingen op Middellange Termijn, het Gemeenschappelijk Centrum voor Onderzoek, het Europees Milieuagentschap, het Europees Agentschap voor maritieme veiligheid, Frontex, en het Satellietcentrum van de Europese Unie. Het doel is activiteiten in Europese aardobservatie te stroomlijnen, de besluitvorming bij te staan van publieke en particuliere instanties in Europa en het ondersteunen van onderzoek.
De data worden verzameld uit twee hoofdbronnen: de ruimtecomponent en de in-situ-metingen. De Europese Ruimtevaartorganisatie is verantwoordelijk voor de ontwikkeling van de ruimte-component, terwijl het Europees Milieuagentschap verantwoordelijk is voor de ontwikkeling van de in-situdata. Deze data worden dan gebruikt voor de derde component: de servicecomponent.
Er wordt geschat dat de economische voordelen van het Copernicus-programma tussen 2006 en 2030 ongeveer 80 miljard euro zullen zijn.

## Geschiedenis
Het GMES-concept werd gestart in 1998 door een beslissing genomen op de bijeenkomst van de Europese Raad in Göteborg. Het bereikte politiek momentum toen het eerst verscheen op de agenda van de opeenvolgende EU-voorzitterschappen. In 2001 starten de Europese Commissie en de Europese Ruimtevaartorganisatie met het project. In 2012 veranderde de naam van GMES naar het Copernicus-programma. Het Copernicus-programma werd operationeel met de lancering van de eerste satelliet (Sentinel-1) op 3 april 2014.

## Componenten

### Ruimtecomponent
De ruimtecomponent levert data van twee types van observatiesatelliet-missies: de bijdragende missies en de Sentinel-missies. De bijdragende missies zijn al bestaande of geplande missies van observatiesatellieten van Europese, nationale of commerciële organisaties die werden ontwikkeld voor andere doeleinden.
De Sentinel-satellieten werden speciaal ontworpen voor het Copernicus-programma. Ze bestaan uit zeven verschillende families:
- Sentinel-1: Synthetic aperture radar (SAR)
- Sentinel-2: multispectrale beeldvorming
- Sentinel-3: globale monitoring van oceaan en land
- Sentinel-4: geostationare monitoring van de atmosfeer
- Sentinel-5P: oftewel Sentinel-5 Precursor, is de voorloper van Sentinel-5 om de onderbreking tussen Envisat en Sentinel-5 op te vangen, in het bijzonder het Sciamachy-instrument. Doet onderzoek aan gassen en aerosols in de atmosfeer die de luchtkwaliteit en het klimaat beïnvloeden, middels het in Nederland ontworpen instrument Tropomi.
- Sentinel-5: lagebaanmonitoring van de atmosfeer
- Sentinel-6: bevat een radarhoogtemeter om de hoogte van het zeeoppervlak te meten voor operationele oceanografie en klimaatstudies.

### In-situcomponent
Naast satellietwaarnemingen steunt Copernicus ook op in-situmetingen. Deze kunnen komen van sensors op de grond, op zee of in de lucht. Het is de taak van het Europees Milieuagentschap een kader te bouwen voor de in-situmetingen.

### Servicecomponent
De servicecomponent gebruikt de ruimte- en in-situcomponent en levert deze data aan de gebruikers op een gestandaardiseerde manier. Deze services kunnen worden ingedeeld in zes domeinen: drie aarde-systeem-domeinen (Atmosfeer, Oceaan en Land) en drie horizontale domeinen (Emergency Management, Veiligheid en Klimaatverandering).
Gegevens van Sentinel-satellieten en de producten van Copernicusdiensten zijn vrij beschikbaar. De enige toegangbeperkingen zullen verband houden met gevoelige beveiligingsinformatie. Gegevens van de bijdragende missies worden onder de licentievoorwaarden van de eigenaar ter beschikking gesteld.

## Publicaties
Copernicus publiceert een hele reeks documenten en gegevens, in de rubrieken Beleid, Informatie, Onderzoeksprojecten, Studies en onderzoek, Technische documentatie en Werkprogramma's.

### European State of the Climate
De “Europese Staat van het Klimaat” (European State of the Climate, ESOTC) is sedert 2017 een jaarlijks verslag, samengesteld door de Dienst Klimaatverandering (C3S), met inbreng van het Europees Centrum voor Weersverwachtingen op Middellange Termijn (ECMWF), van andere Copernicus-diensten en externe partners. Het rapport geeft een gedetailleerde analyse van de klimaatomstandigheden en daarmee samenhangende variaties in het aardsysteem. Het ESOTC geeft ook updates over de langetermijntrends van belangrijke klimaatindicatoren.